# عدنان جيري شمائل
عدنان جيري شمائل (1950 - 24 أكتوبر 2018) كان الحارس الشخصي للرئيس العراقي الراحل صدام حسين، حيثُ تولى حراسة صدام حسين لمدةٍ طويلة، وفي عام 2006 ترك العراق ليقيم في شرق تركيا على إثر إعدام صدام حسين.

## وفاته
في 24 أكتوبر 2018 عثرت السُلطات التركية على عدنان ميتًا في منزله في حي فيسيل كاراني بمحافظة شانلي أورفا جنوب شرقي تركيا، وقد نُقلت جثته إلى معهد الطب الشرعي لتحديد سبب وفاته.